# Sibiriulus altaicus
Sibiriulus altaicus är en mångfotingart som beskrevs av Gulicka 1972. Sibiriulus altaicus ingår i släktet Sibiriulus och familjen kejsardubbelfotingar. Inga underarter finns listade i Catalogue of Life.